# Bartłomiej Kurowski
Bartłomiej Kurowski, né le 4 mars 1974 est un escrimeur polonais, pratiquant l''épée.

## Palmarès

### Championnats d'Europe
- 1999 à Bolzano, Italie
  -  Médaille de bronze en épée, en individuel
- 1997 à Gdańsk, Pologne
  -  Médaille de bronze en épée, en individuel

### Championnats de Pologne
- en 1995:
  -  Champion de Pologne d'épée